# Conjunto da Estação Ferroviária de Andradina
O Conjunto da Estação Ferroviária de Andradina é um bem tombado pelo Condephaat e está localizado no município de Andradina.
Construída durante o primeiro mandato do então presidente Getúlio Vargas a estação faz parte de uma importante rota de ligação entre o litoral paulista e o centro-oeste do Brasil.